# Nokia 2600
Nokia 2600 – model telefonu komórkowego firmy Nokia.

## Dane techniczne

### Czas czuwania (maksymalny)
- 250 godzin

### Czas rozmowy (maksymalny)
- 3,5 godziny

## Funkcje dodatkowe
- Antena wewnętrzna
- Alarm wibracyjny
- Przypomnienia
- Automatyczna blokada klawiatury
- Budzik
- Stoper
- Profil tymczasowy
- Kalkulator
- Arkusz do obliczania wydatków
- Przelicznik walut
- Kalendarz z widokami dni/tygodni/miesięcy
- Animowane wygaszacze ekranu
- Minutnik
- Gry